# 朱昌耀
朱昌耀（1956年—），江苏扬州人，汉族，中华人民共和国政治人物，中国共产党党员，第十二届全国人民代表大会江苏地区代表。
毕业于南京艺术学院音乐系民族器乐专业。2013年，被选为全国人大代表。